# Южно-Какможский
Ю́жно-Какмо́жский — деревня в Вавожском районе Республики Удмуртии Российской Федерации. В рамках организации местного самоуправления входит (с 9 мая 2021) в муниципальный округ Вавожский район.

## Название
Ойконим связан с его географическим положением: находится южнее села Какмож. Прежнее название деревни было Южный.

## География
Стоит на реке Лыштанка. Исток реки находится юго-западнее деревни.

## История
Деревня являлась узлом бывшей Какможской узкоколейной железной дороги. В поселении находилось железнодорожное депо и станция Лыштанка. Главная дорога проходила сюда с севера от села Какмож.
До 9 мая 2021 года входила в состав Брызгаловского сельского поселения.

## Население
| 2010 | 2012 |
| ---- | ---- |
| 76   | ↘67  |

## Инфраструктура
Личное подсобное хозяйство с зоной сельскохозяйственного использования, индивидуальная застройка усадебного типа.